# Paraprisopus
Paraprisopus is een geslacht van wandelende takken uit de familie Pseudophasmatidae. De wetenschappelijke naam van dit geslacht is voor het eerst voorgesteld door Josef Redtenbacher in een publicatie uit 1906. De soorten in dit geslacht komen in Zuid-Amerika voor.

## Soorten
- Paraprisopus agrion (Westwood, 1859)
- Paraprisopus antillarum Caudell, 1914
- Paraprisopus apterus Conle, Hennemann, Bellanger, Lelong, Jourdan & Valero, 2020
- Paraprisopus brachypterum (Conle, Hennemann & Gutiérrez, 2011)
- Paraprisopus colombianum (Conle, Hennemann & Gutiérrez, 2011)
- Paraprisopus foliculatus Redtenbacher, 1906
- Paraprisopus merismus (Westwood, 1859)
- Paraprisopus multicolorus  Conle, Hennemann, Bellanger, Lelong, Jourdan & Valero, 2020
- Paraprisopus spicatus Hebard, 1924
- Paraprisopus vermiculare (Redtenbacher, 1906)